# Comuna Zahariceni, Putila
Zahariceni (în ucraineană Підзахаричі, transliterat: Pidzaharîci) este o comună în raionul Putila, regiunea Cernăuți, Ucraina, formată din satele Horova, Mejabrode și Zahariceni (reședința).

## Demografie
Componența lingvistică a comunei Zahariceni
     Ucraineană (99,81%)
     Alte limbi (0,19%)
Conform recensământului din 2001, majoritatea populației comunei Zahariceni era vorbitoare de ucraineană (99,81%), existând în minoritate și vorbitori de alte limbi.